# Maison natale Louis-Fréchette
 (mai 2017).
Si vous disposez d'ouvrages ou d'articles de référence ou si vous connaissez des sites web de qualité traitant du thème abordé ici, merci de compléter l'article en donnant les références utiles à sa vérifiabilité et en les liant à la section « Notes et références ».
Pour les articles homonymes, voir Fréchette.
Lieu de naissance du poète Louis Fréchette (1839-1908), la maison natale de Louis Fréchette, construite entre 1837 et 1841, est aujourd'hui une actrice importante dans la vie culturelle de Lévis et de Chaudière-Appalaches. Homme de lettres et politicien, le personnage de Louis Fréchette est intimement lié à l’histoire lévisienne et québécoise. Natif de la paroisse Saint-Joseph-de-la-Pointe-Lévy (aujourd'hui incluse dans la paroisse Saint-Joseph-de-Lévis), Fréchette vit son enfance dans cette coquette maison de la rue Saint-Laurent, bâtie par son père entre 1837 et 1841. 
Il reçoit une formation classique au Collège de Lévis, puis au Petit Séminaire de Québec. Par contre, sa manie d’écrire des vers en français alors que seuls ceux en latin sont permis et d’autres mauvais tours lui valent d’être renvoyé en 1857. Il entre alors au Collège Saint-Anne-de-La-Pocatière, puis termine sa formation au Collège de Nicolet. En 1860 et 1861, il effectue des études de droit à l'Université Laval, même si c’est plutôt la littérature, et particulièrement la poésie, qui l’intéresse. À cette époque, il fréquente le cercle littéraire groupé autour du libraire Octave Crémazie et publie son premier recueil de poèmes Mes loisirs (1863). 
Tour à tour avocat, journaliste, traducteur, il a été député de Lévis de 1874 à 1878. Il est le premier poète canadien à avoir été couronné par l’Académie française (1880 et 1887). Auteur du célèbre recueil de poésie La Légende d'un peuple, Louis Fréchette a écrit et publié près de 400 poèmes, auxquels s’ajoutent contes, pièces de théâtre, portraits et articles.

## Histoire de la maison

### 1839-1852
Bâtie entre 1837 et 1841, cette maisonnette est construite par Louis-Marthe Fréchette, le père de Louis Fréchette. À ce moment, devant la maison, à l’emplacement aujourd’hui de la piste cyclable, s'étend le fleuve Saint-Laurent. À cet endroit, se trouvaient, comme dans chaque anse du fleuve, des chantiers de bois, où s’affairaient des ouvriers, tels que des équarrisseurs et des «cageux». 
En effet, dans la première moitié du XIXe siècle, alors que la fin des guerres napoléoniennes approche et que le processus d'industrialisation bat de tout son plein en Angleterre, le commerce du bois au Canada, et particulièrement au Bas-Canada, est en pleine effervescence. 
Les parents de Louis Fréchette lui interdisaient de se rendre près des chantiers de bois, car il y avait là, selon eux, un manque d’hygiène flagrant, des gens peu recommandables et il s’y parlait un langage vulgaire. Comme tous les interdits, celui-ci pique la curiosité et l’imaginaire de Louis. Ainsi, des années plus tard, il écrit longuement sur les «cageux» et sur les gens qui fréquentaient les chantiers de bois, notamment dans les Contes de Jos Violon, Originaux et détraqués ainsi que dans Mémoires intimes.
Fréchette ne vécut que les treize premières années de sa vie dans cette maison, puisque Louis-Marthe Fréchette vend sa demeure en 1852 à Georges Beswick, un entrepreneur du Grand Tronc.

### 1852-1940
Après les chantiers de bois, sur la grève devant la maison, s'étendent, dès 1854, des rails de chemin de fer, puis en 1897, les wagons commencent à y passer. Dans l'ancienne maison des Fréchette, le Grand Tronc loge des employés (dans la partie originale), surtout des cadres de la compagnie (1852-1897). Il stockera également du matériel dans la rallonge qu’il construit dans les années 1870-1880. Une fois la construction du chemin de fer terminée, c’est-à-dire en 1897, divers particuliers ayant une certaine richesse loueront la maison (tels que le démontrent les papiers peints) au Grand Tronc. 
On suppose toutefois que la maison aurait été abandonnée entre les années 1925-1945 (temps de la crise financière et de la guerre). Corroborant ce fait, on ne retrouve aucun papier peint qui aurait été ajouté sur les murs entre 1925 et 1945. Pendant cette période d’abandon d’environ 20 ans, la maison aurait perdu beaucoup de valeur, se serait grandement détériorée, même que les fenêtres auraient été placardées.

### 1940-2008
Il faut donc attendre les années 1940 avant que la maison soit à nouveau pleine de vie. En fait, en 1939, monsieur Georges-Amand L’Hoir arrive de Belgique avec son fils, Georges L’Hoir, pour construire une usine d’acier inoxydable et d’aluminium, à la grande demande des acériculteurs du Québec. Il faut savoir qu’à cette époque, l’eau d’érable est récoltée à partir de chaudières de tôle soudées avec de l’étain ou du plomb. Ainsi, le sirop d’érable devient contaminé d’un métal lourd et par conséquent, impropre à la consommation. À ce moment, il n’y a aucun spécialiste au Canada en mesure de remédier au problème, c’est pourquoi le sénateur Vaillancourt (qui était alors président des caisses Desjardins) contacte M. L’Hoir, déjà propriétaire de deux usines d’acier inoxydable et d’aluminium, une en France et l’autre en Belgique, pour pallier la toxicité de l’eau d’érable québécoise. 
Lorsque M. L’Hoir arrive en 1939, il remarque la petite maison placardée, visiblement inhabitée depuis plusieurs années, qui fait face au terrain où son usine est en construction. Devant la maison, une petite plaque commémorative indiquant qu’il s’agit de la maison où est né Louis Fréchette, célèbre poète, journaliste, avocat et député, est déjà installée. Sensible à la conservation de ce patrimoine, Georges-Amand L’Hoir décide de louer la maison et d’y installer ses bureaux pendant la construction de son usine. Il achète la maison voisine pour y vivre. Les deux maisons, en plus de l’usine, forment le « domaine L’Hoir ». Dans les années 1940, M. L’Hoir achète la maison natale de Louis Fréchette au CN et y effectue d’importants travaux dans le but de s’y installer. Il se remarie dans les mêmes années et s’installe avec sa femme, madame Anctil, dans la maison natale de Louis Fréchette. M. L’Hoir décède en 1948, sa femme habite la maison jusqu’à son décès en 1985.
En 1985, après le décès de madame L’Hoir, la maison est léguée à Georges L’Hoir fils, déjà propriétaire de l’usine de son père. Georges L’Hoir fils n’a jamais habité la maison natale de Louis Fréchette, choisissant de mettre celle-ci en location, comme l’avait fait le Grand Tronc auparavant. À son décès, Georges L'Hoir fils a légué, pour sa part, la maison à sa femme, madame Lasnier, qui la met, elle aussi, en location jusqu’en 2008.
Il faut retenir que la famille l'Hoir a été déterminante pour la conservation de ce lieu historique.

### 2008-aujourd'hui
En 1992, la fille du maire Chagnon, Hélène Chagnon, conseillère municipale, réunit différentes personnes intéressées (dont François Bilodeau) à fonder une Corporation de la Maison natale de Louis Fréchette. Ce groupe est soutenu par le Regroupement des citoyens de la rue St-Laurent et par la Société historique de Lévis. Les dix premières années, soit de 1992 à 2012, des études de faisabilité quant à la restauration de la maison sont effectuées. Des fouilles archéologiques sont également réalisées. En 2008, la Corporation de la Maison natale de Louis Fréchette reçoit le montant nécessaire pour acheter la maison à la famille L’Hoir. En 2011 seulement, la Corporation reçoit le feu vert pour que les travaux de restauration aient lieu grâce à l’engagement du Ministère de la Culture et des Communications du Québec. De 2013 à 2014, la restauration de la maison s’effectue. La maison natale de Louis Fréchette ouvre à l’automne 2014, entièrement restaurée. 
Entre-temps, Carole Legaré, une artiste de la région, loue la maison de Mme L’Hoir pour l’habiter et pour l’animer dès 2001. De 2001 à 2005, des concerts intimes (35 chaises) sont organisés dans la maison. En 2003, la première édition du Festival de contes de Jos Violon (à l’époque appelé le Festival Interculturel du conte du Québec) a lieu. Les 25 ans de la Corporation ont également été soulignés à l’automne 2017 avec l’événement Les mots sur le pavé.

## Composition de la maison
La Maison natale de Louis Fréchette comprend actuellement deux corps de logis disposés perpendiculairement, possédant chacun un rez-de-chaussée surmonté de combles où se retrouvent les chambres. La section la plus ancienne, la Maison natale de Louis Fréchette, se situe du côté du fleuve. La maison de bois est lambrisée de planches à clins.
Par ses différentes composantes extérieures, la résidence Fréchette se rattache au style néo-classique dans une de ses versions pittoresques propres au courant Regency. Ce dernier, particulièrement populaire à compter des années 1830-1840, se retrouve dans de nombreux cottages québécois de cette époque. L'intérieur a subi peu de transformations depuis le tournant du siècle et plusieurs éléments d'origine existent encore tels des portes, des lambris de plafond ou des moulures.
La seconde section, disposée perpendiculairement à la maison Fréchette, en constitue une allonge, érigée lors de la seconde moitié du XIXe siècle. Sa toiture mansardée est caractéristique de l'architecture américaine de la Nouvelle-Angleterre des XVIIe et XVIIIe siècles, réinterprétée dans le style néo-colonial vers la fin du XIXe siècle.

## Activités, services et événements

### Espace muséal
Accompagné d'un guide ou en visite libre, découvrez l'histoire de Louis Fréchette, poète national, et l'histoire de sa maison natale. Par le biais de cette visite, vous en apprendrez également sur l'histoire de Lévis!

### Espace conte
Entrez dans le monde merveilleux du conte où vous sera raconté «La ceinture de mon oncle». Le tout animé par de charmantes saynètes, faites-vous bercer par ce fabuleux récit écrit par Louis Fréchette vers la fin du XIXe siècle. 

### Expositions
Chaque été, la Maison natale de Louis Fréchette expose sur les murs de sa galerie plusieurs œuvres réalisées par des artistes québécois. Admirées par quelques milliers de visiteurs lors de la période estivale, ces œuvres embellissent incontestablement l'espace culturel de la Maison natale de Louis Fréchette. 

### Activités et événements
Que ce soit en période estivale ou hivernale, la Maison natale de Louis Fréchette vous propose une programmation riche et vivifiante : spectacle de contes et de musiques, conférences, activités jeunesses, activités artistiques, activités de développement personnel, activités culturels, etc. Pour consulter notre programmation, visitez le https://www.maisonfrechette.com/programmation. 

### Location de salles
Pour plus d'information sur la location de salle, consultez le https://www.maisonfrechette.com/location-de-salles .

### Festival international du conte de Jos Violon
Sacatabi, sacataba, à porte les ceuzes qu’écouteront pas !
C’est ainsi que Jos Violon, en personne, commençait ses contes, le soir, à la veillée, autour du four à chaux de la rue Saint-Laurent. Des histoires, des légendes, il s’en est raconté dans ce coin de pays, à tel point que Louis Fréchette les a notées et transmises avec la parlure du 19e siècle. De fait, les récits d'antan où une personnalité locale puis nationale a su nouer, avec force, les racines des Lévisiens et de tous les Canadiens français, ce sont bien les contes de Fréchette.
Tout a commencé avec cette petite maison vide, blanche avec un toit rouge et la plaque au bord du chemin, rappelant que le poète-conteur y était né.
En 1992, des gens s’y sont intéressés afin de la conserver. Une corporation est mise sur pied et on examine à fond toutes les possibilités qu'offre ce petit trésor culturel unique. On a même lancé le projet d’en faire « la Maison de l’art de raconter ». Au fil des années, d’autres passionnés lui ont trouvé des Amis et l’ont occupée durant la saison estivale avec des activités artistiques, concerts intimes, soirées de poésie, jazz, soirées de contes… histoire de sauver la maison.
C’est à l’automne 2003 qu’arrive Jean-Marc Chatel, conteur et organisateur qui propose une association avec le Festival Interculturel du Conte du Québec, pour un premier Festival de contes Louis Fréchette. Ce qui fut proposé fut fait. Les bénévoles ont travaillé fort, les conteurs ont conquis l’auditoire, le festival de contes de Lévis voyait le jour et s'épanouissait dans la portée universelle du conte.
Et puis, la maison s’est rendormie pour l’hiver avec l'avenir incertain que lui cause, notamment, sa vétusté.
À l’automne suivant, Carole Legaré reprend l’organisation du festival et le baptise du nom de Jos Violon, personnage légendaire, réel et mythique, qui a tant inspiré Louis Fréchette. La belle aventure du conte rebondit, avec le bonheur des découvertes et de l’enrichissement de notre milieu culturel grâce à la venue et à l’émergence des artistes de la parole.
En 2008, la corporation devient propriétaire de la maison. Olivier Turcotte relève le défi d’incarner Jos Violon et de faire revivre la parole colorée du conteur de jadis et de naguère. Dès lors, Jos Violon fait partie de nos fêtes : il y a même un tournoi de golf à son nom.
L’année suivante, le festival prend la traverse vers Québec, et voilà le premier festival de contes sur les deux rives du fleuve.
Dès la première édition du festival littéraire « Québec en toutes Lettres » en 2010, le Festival Jos Violon s’associe à l’événement et en illustre brillamment le volet « conte ».
À l'automne 2017, avait lieu la 15 édition du Festival de conte sous le thème Terre de légendes. En 2018, pour la 16e édition Vrai pas vrai... ça conte pareil!, artistes de la parole et conteurs débarqueront une nouvelle fois en ville. Au cours d’une série d’activités tout aussi trépidantes les unes que les autres, les contes et les légendes repousseront à nouveau les limites de la réalité!

#### Les mots sur le pavé
Événement pré-festival, les mots sur le pavé a vu le jour pour une première année lors de la 15 édition du Festival international du conte de Jos Violon. Pour l'occasion, la rue Saint-Louis, dans le Vieux-Lévis, s’est habillée de livres et de mots. Au menu, il y avait une programmation vivante et mystérieuse : lancement de la programmation du festival, initiation à la twittérature et au caviardage, jeux avec les mots – Fréchette en boîte et cadavre exquis -, sculptures de livres, spectacle de contes et de musique avec Olivier Turcotte, Martin Savoie et Eddy Rochefort, cinéma en plein air, prix de participation et bien plus encore! Plus de 20 000 livres, impropres à la mise en marché, destinés à la récupération ou à la destruction ont également eu une dernière occasion d’utilité. Couronné d'un grand succès, cet événement reviendra pour une seconde fois en septembre 2018, mettant une fois de plus les livres et la littérature à l'honneur! 

### Événement bénéfice printanier
Dans le but de soutenir la Maison natale de Louis Fréchette dans ses activités et son fonctionnement, et d’embellir la vie culturelle lévisienne, la MNLF met sur pied, chaque printemps, un événement bénéfice. La première édition s'est déroulée en 2015, ayant pour thème Les fleurs boréales: événement mode patrimoniale (faisant référence au recueil de poème Les fleurs boréales de Louis Fréchette). Vive les mariés: un voyage dans le temps, le deuxième événement bénéfice, quant à lui, a eu lieu le 31 mai 2017. Puis, pour une troisième édition, la Maison natale de Louis Fréchette organise, une fois de plus, un événement bénéfice haut en couleur qui se déroulera le 16 mai prochain, Voyage au goût du monde: une invitation en Ukraine. 

## À propos de l'organisme

### Historique de la corporation
C’est en 1992 que des passionnés de Louis Fréchette fondèrent la Corporation de la Maison de Louis-Honoré Fréchette de Lévis en vue de faire connaître la vie et l’œuvre de ce grand poète canadien français du XIXe siècle. Administrée par une douzaine de bénévoles, la Corporation entreprend de faire valoir auprès de la municipalité le projet de se porter acquéreuse de la maison natale du poète, reconnu au fédéral par la Loi sur les lieux et monuments historiques (L.R.C. 1985, ch. H-4) et sise sur le territoire de la ville de Lévis. Soucieuse d’animer le lieu, en plus de le sauvegarder, la maison est louée à partir de 2001, afin d’y tenir chaque année une programmation littéraire et musicale fortement inspirée par l’intérêt de Fréchette pour son lieu de naissance, son époque et la vie quotidienne de son milieu. En 2003, un partenariat avec le Festival interculturel du Conte du Québec donne l’occasion à la Corporation de mettre en valeur l’apport incontournable de Fréchette dans l’art de la parole et du conte en créant une première édition du Festival du conte de Fréchette qui deviendra l’actuel Festival international du conte Jos Violon, célèbre personnage issu de l’œuvre de Louis Fréchette, qui se déroule chaque automne dans la région. C’est en 2008 que l’organisme devient propriétaire de la maison et entame les procédures en vue de sa restauration complète, afin d’en faire un fer de lance pour l’interprétation de l’œuvre et de l’époque de Louis Fréchette.
À la suite d'une campagne de financement majeure qui s’est tenue de 2009 à 2013, un montant de 1,3 million a été recueilli et a été alloué à la restauration de la Maison natale de Louis Fréchette. La prise de possession de la Maison restaurée s’est faite à l’été 2014. Se sont ensuivies des activités pour souligner son inauguration et le 175e anniversaire de Louis Fréchette. En 2013, nous avons reçu une subvention majeure du Fonds des legs de Patrimoine Canada (185,000$) pour mettre en place un espace muséal dédié à la vie et l’œuvre de Louis Fréchette ainsi que des Jardins littéraires. En 2015, nous avons procédé à la réalisation de l’espace muséal. Nous avons aussi un plan directeur pour l’aménagement des Jardins littéraires sur le site extérieur de la Maison de Louis Fréchette. 
Fort de ses atouts distinctifs dans ce lieu dédié à la mémoire de Louis Fréchette, l’organisme entend continuer sa mission et développer de nouveaux moyens d’action, afin d’habiter ce lieu significatif et ainsi rayonner dans sa communauté, sa région et dans la francophonie.
En 2016, nous avons reçu le premier prix Excellence Arts et Culture Ville de Lévis. Ce prix représente tout un honneur ainsi qu’une reconnaissance exceptionnelle pour le travail accompli.

### Mission
Promouvoir et rendre accessible la culture par des services et des activités de médiation ainsi que de diffusion littéraire et culturelle. Participer au développement touristique régional par la valorisation du patrimoine et de l’histoire.

### Vision
Être la Maison de la littérature et des arts de Lévis. Enrichir la vie culturelle des citoyens et contribuer au rayonnement de Lévis au Québec et dans la francophonie.

### Mandat
Parmi tous les mandats actuels de l’organisme prévus aux lettres patentes, certains seront privilégiés pour la période triennale 2017-2019, afin de concorder avec l’ensemble de sa démarche :
- · Être le centre de référence sur l’œuvre et la vie de l’écrivain Louis Fréchette ;
- · Valoriser et promouvoir les arts de la parole et de l’écrit;
- · Sensibiliser la population à la culture et plus particulièrement à la littérature;
- · Produire et diffuser des activités littéraires;
- · Démocratiser la culture par la médiation culturelle;
- · Assurer la préservation de la maison natale de Louis Fréchette et son caractère inaliénable de bien collectif;
- · Être un lieu de mémoire, d’éducation, de tourisme et de culture populaire.

## Ouvrages à consulter pour plus d'information
- George Alfred KLINCK. Louis Fréchette, prosateur. Une réestimation de son œuvre. Le Quotidien limitée, Lévis, 1955, 236 p.
- Jacques BLAIS. «Louis Fréchette», dans Dictionnaire biographique du Canada, http://www.biographi.ca/fr/bio/frechette_louis_13F.html
- David M. HAYNE. «Fréchette, Louis-Honoré», dans Encyclopédie canadienne (2008), http://www.encyclopediecanadienne.ca/fr/article/frechette-louis-honore/